# Suzannecourt
Suzannecourt est une commune française située dans le département de la Haute-Marne, en région Grand Est.
Ses habitants sont appelés les Suzannecourtois et Suzannecourtoises.

## Géographie

### Localisation
Le village est situé près du confluent de la Marne avec le Rongeant.
Les localités les plus proches sont Joinville, Thonnance-lès-Joinville et Poissons. À une quarantaine de kilomètres se trouve le Parc naturel régional de la forêt d'Orient.
|           | Thonnance-lès-Joinville | Montreuil-sur-Thonnance |
| Joinville | Suzannecourt            | Poissons                |
|           | Saint-Urbain-Maconcourt |                         |

### Voies de communication et transports
Suzannecourt est traversée par l'ancienne route nationale 427, aujourd'hui RD 427.

### Hydrographie
La commune est dans la région hydrographique « la Seine de sa source au confluent de l'Oise (exclu) » au sein du bassin Seine-Normandie. Elle est drainée par le Rongeant,.
Le Rongeant, d'une longueur de 19 km, prend sa source dans la commune de Thonnance-les-Moulins et se jette  dans la Marne à Thonnance-lès-Joinville, après avoir traversé six communes. Les caractéristiques hydrologiques du Rongeant sont données par la station hydrologique située sur la commune. Le débit moyen mensuel est de 2,19 m3/s. Le débit moyen journalier maximum est de 18,7 m3/s, atteint lors de la crue du 22 janvier 2018. Le débit instantané maximal est quant à lui de 21 m3/s, atteint le même jour.

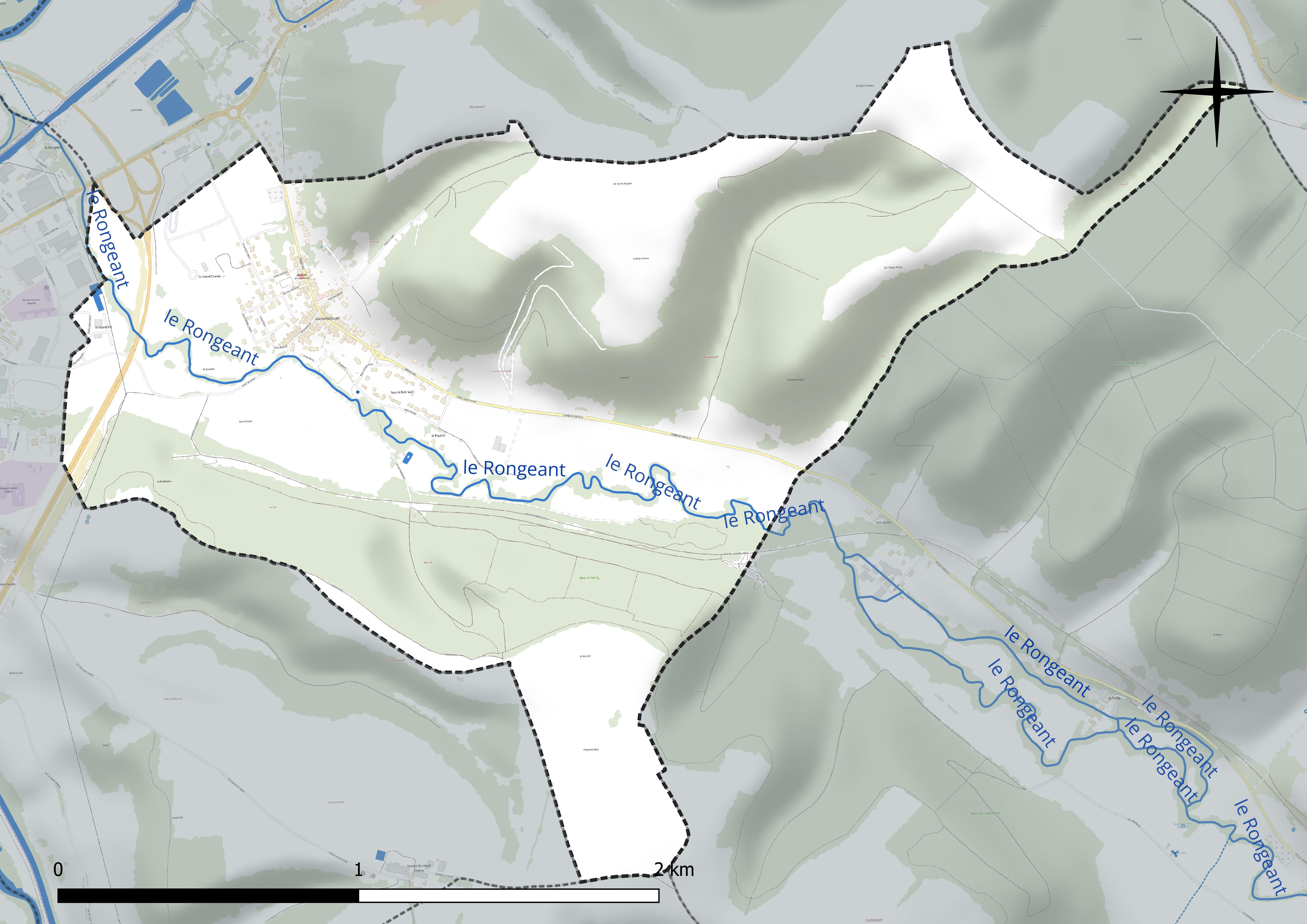
Réseau hydrographique de Suzannecourt.

### Climat
Pour des articles plus généraux, voir Climat du Grand Est et Climat de la Haute-Marne.
En 2010, le climat de la commune est de type climat de montagne, selon une étude du Centre national de la recherche scientifique s'appuyant sur une série de données couvrant la période 1971-2000. En 2020, Météo-France publie une typologie des climats de la France métropolitaine dans laquelle la commune est exposée à un climat océanique altéré et est dans la région climatique Lorraine, plateau de Langres, Morvan, caractérisée par un hiver rude (1,5 °C), des vents modérés et des brouillards fréquents en automne et hiver.
Pour la période 1971-2000, la température annuelle moyenne est de 10 °C, avec une amplitude thermique annuelle de 16,2 °C. Le cumul annuel moyen de précipitations est de 1 019 mm, avec 13,8 jours de précipitations en janvier et 9,6 jours en juillet. Pour la période 1991-2020, la température moyenne annuelle observée sur la station météorologique de Météo-France la plus proche, « Blécourt », sur la commune de Blécourt à 10 km à vol d'oiseau, est de 10,8 °C et le cumul annuel moyen de précipitations est de 879,6 mm. 
La température maximale relevée sur cette station est de 40,2 °C, atteinte le 25 juillet 2019 ; la température minimale est de −18 °C, atteinte le 20 décembre 2009,,.
Les paramètres climatiques de la commune ont été estimés pour le milieu du siècle (2041-2070) selon différents scénarios d'émission de gaz à effet de serre à partir des nouvelles projections climatiques de référence DRIAS-2020. Ils sont consultables sur un site dédié publié par Météo-France en novembre 2022.

## Urbanisme

### Typologie
Au 1er janvier 2024, Suzannecourt est catégorisée bourg rural, selon la nouvelle grille communale de densité à sept niveaux définie par l'Insee en 2022.
Elle appartient à l'unité urbaine de Joinville, une agglomération intra-départementale regroupant cinq  communes, dont elle est une commune de la banlieue,,. Par ailleurs la commune fait partie de l'aire d'attraction de Joinville, dont elle est une commune du pôle principal,. Cette aire, qui regroupe 31 communes, est catégorisée dans les aires de moins de 50 000 habitants,.

### Occupation des sols
L'occupation des sols de la commune, telle qu'elle ressort de la base de données européenne d’occupation biophysique des sols Corine Land Cover (CLC), est marquée par l'importance des territoires agricoles (47,8 % en 2018), en diminution par rapport à 1990 (50,7 %). La répartition détaillée en 2018 est la suivante : 
forêts (45,9 %), terres arables (25,6 %), prairies (22,1 %), zones urbanisées (5,9 %), zones industrielles ou commerciales et réseaux de communication (0,4 %). L'évolution de l’occupation des sols de la commune et de ses infrastructures peut être observée sur les différentes représentations cartographiques du territoire : la carte de Cassini (XVIIIe siècle), la carte d'état-major (1820-1866) et les cartes ou photos aériennes de l'IGN pour la période actuelle (1950 à aujourd'hui).

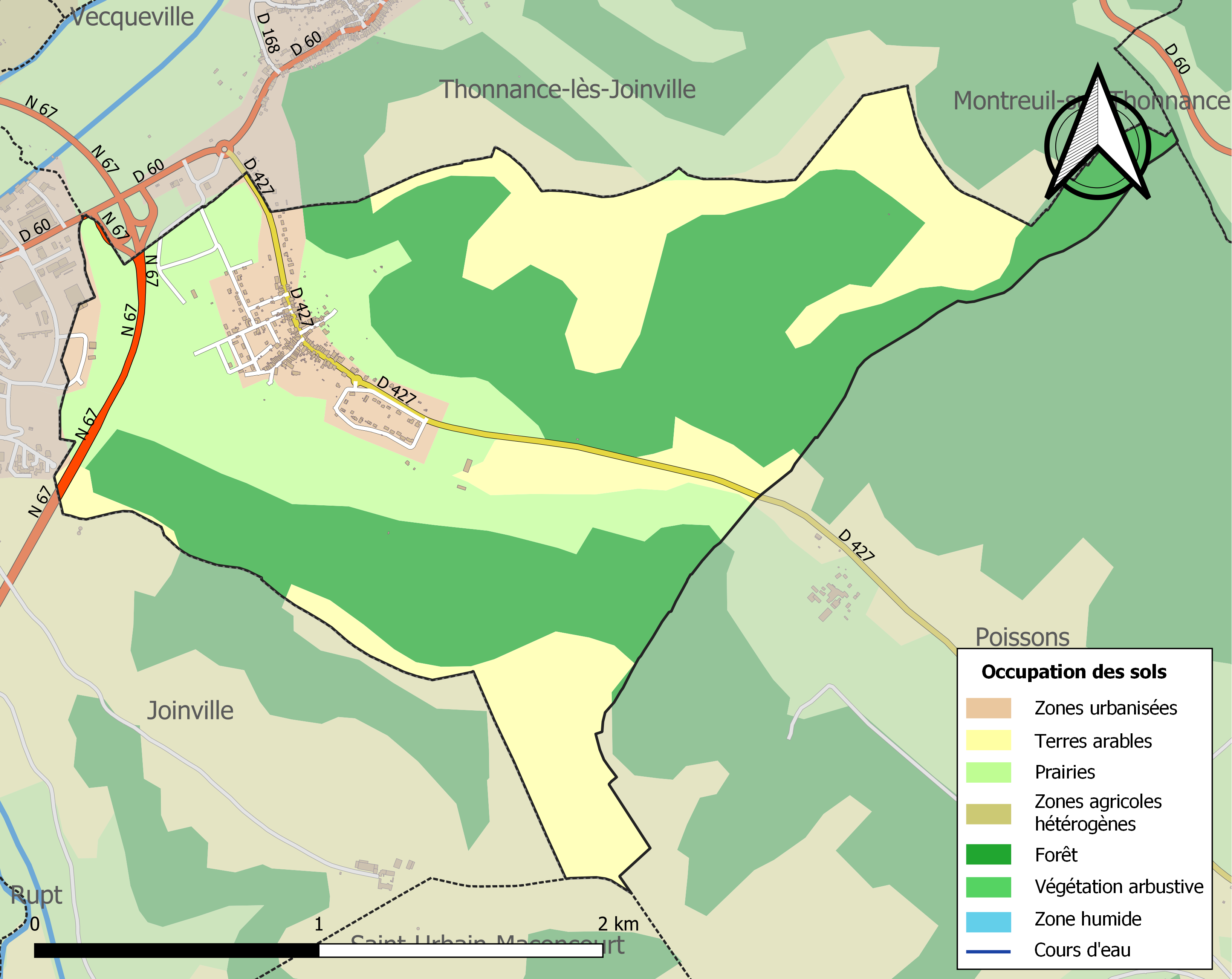
Carte des infrastructures et de l'occupation des sols de la commune en 2018 (CLC).

## Politique et administration

### Liste des maires
| Période                                  | Période  | Identité       | Étiquette | Qualité                                               |
| ---------------------------------------- | -------- | -------------- | --------- | ----------------------------------------------------- |
| Les données manquantes sont à compléter. |          |                |           |                                                       |
| avant 1981                               | ?        | Claude Mogin   | DVG       |                                                       |
| mars 2001                                | En cours | Michel Boullée | DVD       | Secretaire de l'association des maires de Haute-Marne |

### Politique environnementale
La commune a été récompensée par deux fleurs au concours des villes et villages fleuris.

## Population et société

### Démographie
L'évolution du nombre d'habitants est connue à travers les recensements de la population effectués dans la commune depuis 1793. Pour les communes de moins de 10 000 habitants, une enquête de recensement portant sur toute la population est réalisée tous les cinq ans, les populations de référence des années intermédiaires étant quant à elles estimées par interpolation ou extrapolation. Pour la commune, le premier recensement exhaustif entrant dans le cadre du nouveau dispositif a été réalisé en 2004.

En 2022, la commune comptait 361 habitants, en évolution de −3,73 % par rapport à 2016 (Haute-Marne : −4,62 %, France hors Mayotte : +2,11 %).
| 1793 | 1800 | 1806 | 1821 | 1831 | 1836 | 1841 | 1846 | 1851 |
| ---- | ---- | ---- | ---- | ---- | ---- | ---- | ---- | ---- |
| 328  | 320  | 369  | 358  | 377  | 377  | 388  | 406  | 375  |

| 1856 | 1861 | 1866 | 1872 | 1876 | 1881 | 1886 | 1891 | 1896 |
| ---- | ---- | ---- | ---- | ---- | ---- | ---- | ---- | ---- |
| 359  | 378  | 374  | 330  | 374  | 338  | 327  | 361  | 288  |

| 1901 | 1906 | 1911 | 1921 | 1926 | 1931 | 1936 | 1946 | 1954 |
| ---- | ---- | ---- | ---- | ---- | ---- | ---- | ---- | ---- |
| 290  | 300  | 342  | 349  | 381  | 320  | 356  | 337  | 346  |

| 1962 | 1968 | 1975 | 1982 | 1990 | 1999 | 2004 | 2006 | 2009 |
| ---- | ---- | ---- | ---- | ---- | ---- | ---- | ---- | ---- |
| 326  | 311  | 287  | 310  | 293  | 339  | 354  | 366  | 341  |

| 2014 | 2019 | 2022 | - | - | - | - | - | - |
| ---- | ---- | ---- | - | - | - | - | - | - |
| 370  | 360  | 361  | - | - | - | - | - | - |

## Culture locale et patrimoine

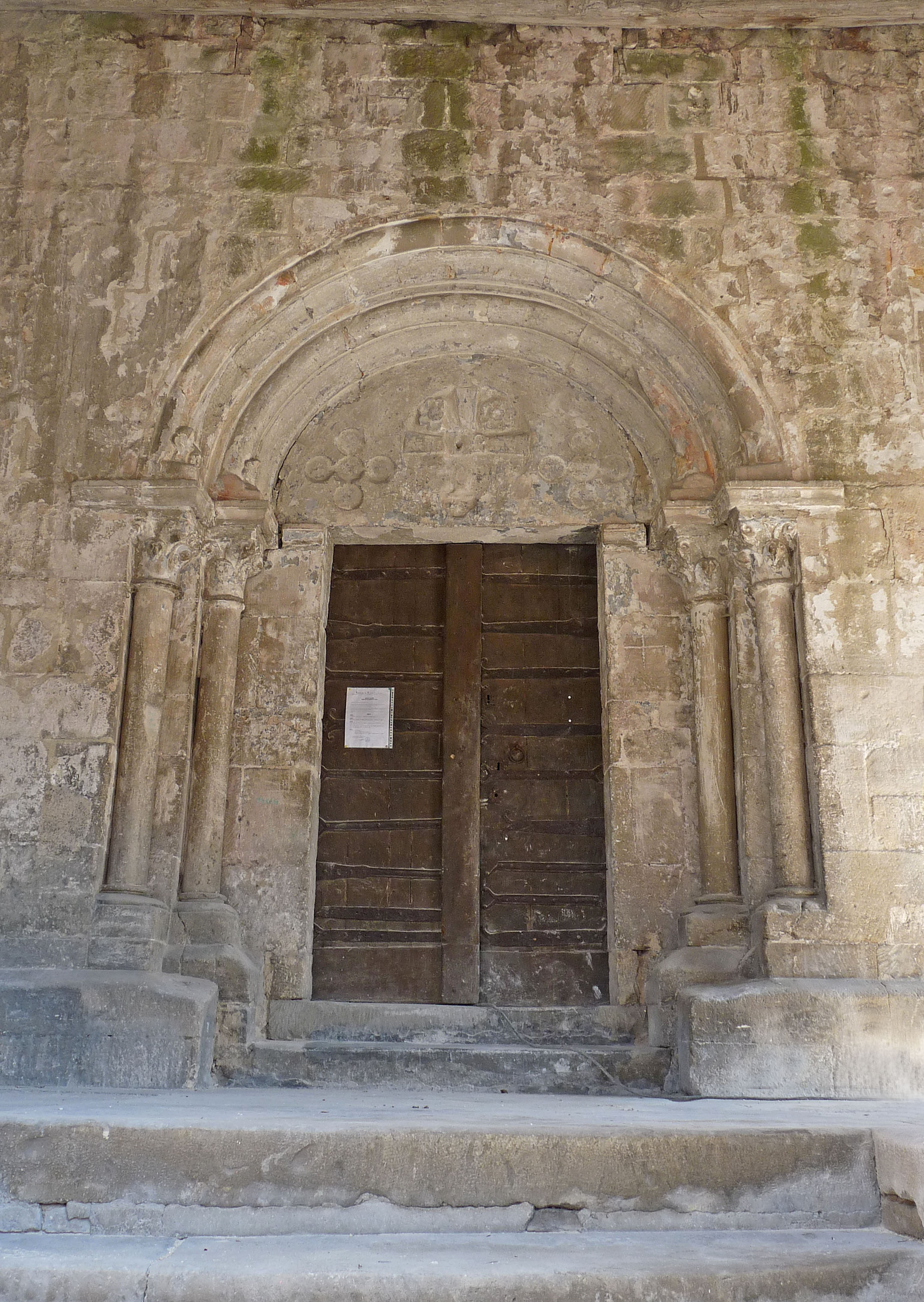
Le portail occidental de l'église.

### Lieux et monuments
- Église paroissiale de la Sainte-Croix : les deux travées du chœur et le portail occidental sont les parties les plus anciennes de l'église et dateraient de la seconde moitié du XIIe siècle[22]. Le porche occidental qui les précède est inscrit aux Monuments historiques depuis 1925[23],[24].

### Cartes postales anciennes

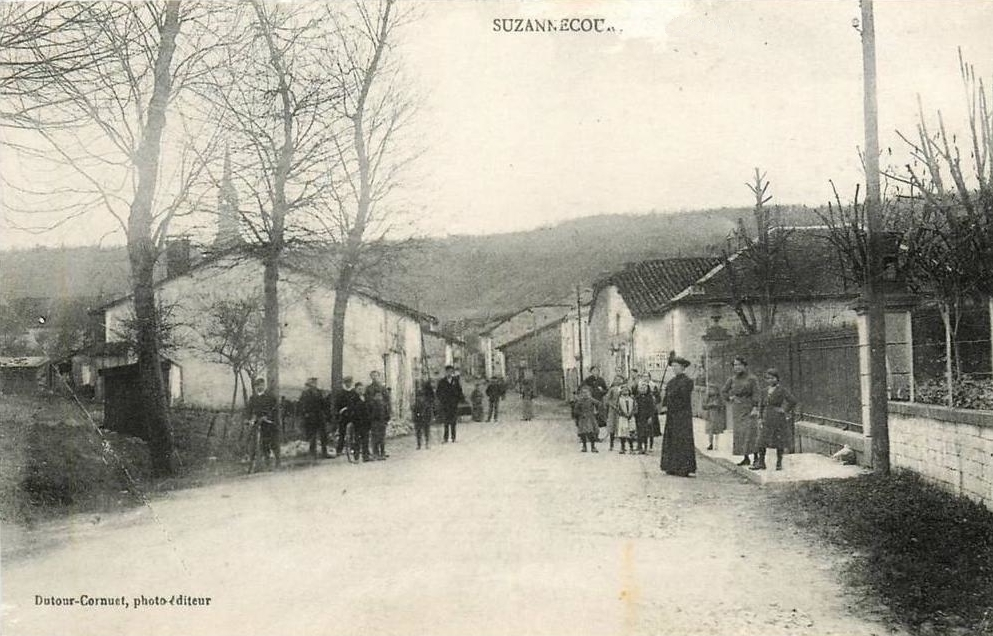
Carte postale de l'entrée du village vers 1910.
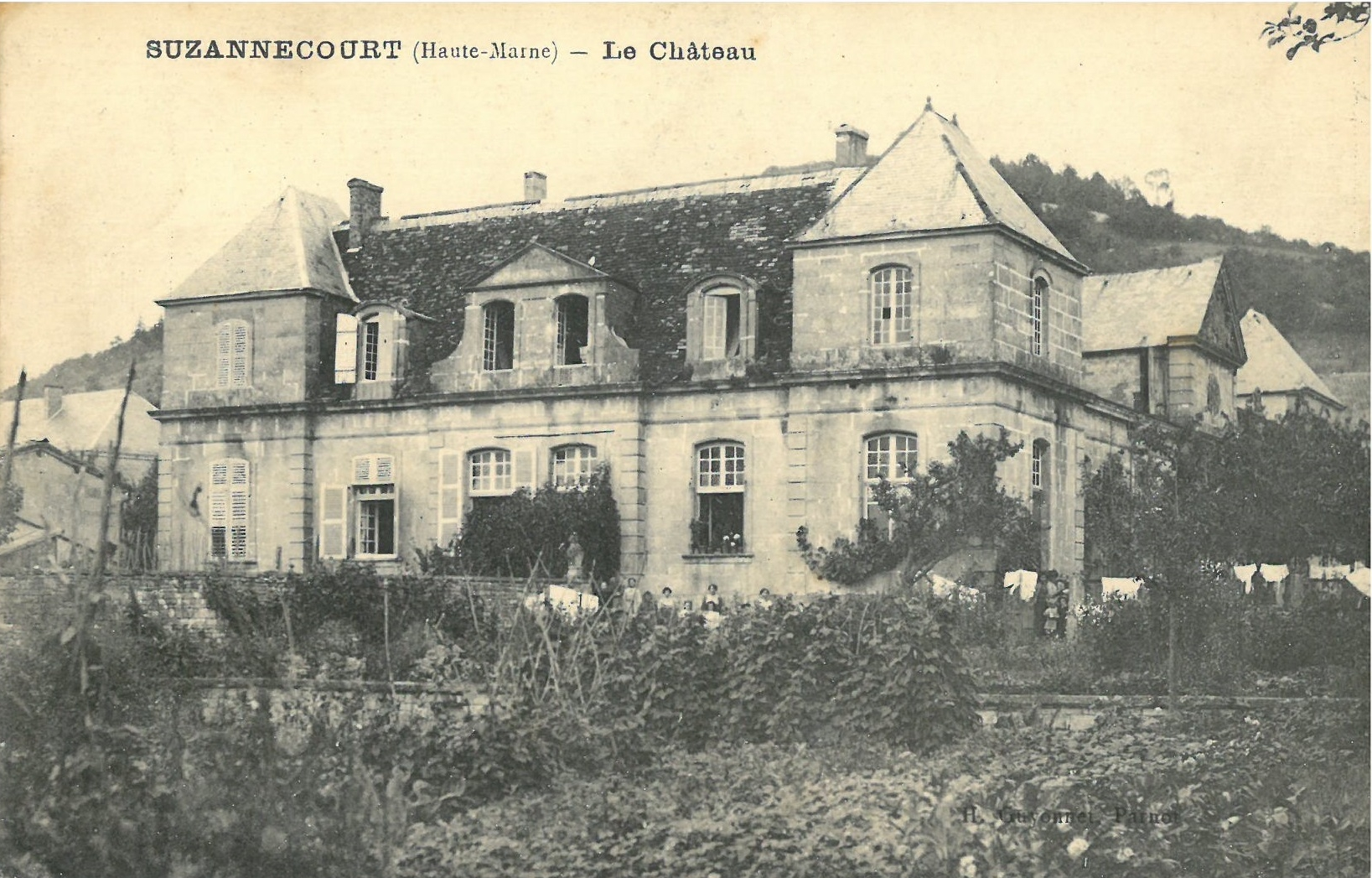
Carte postale du château vers 1910.
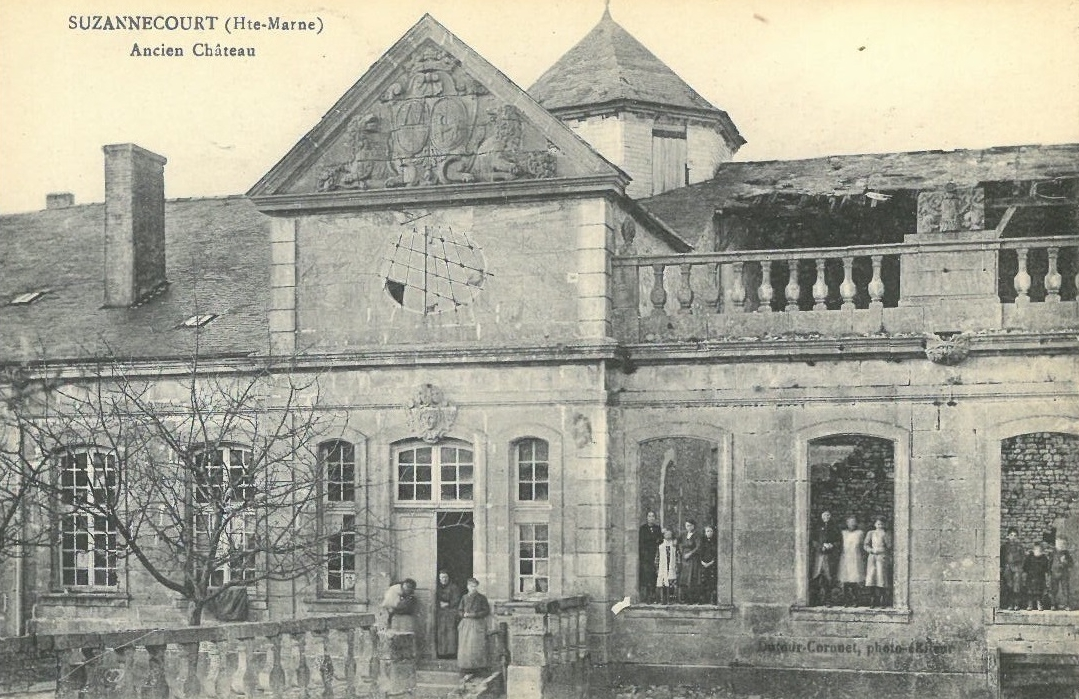
Carte postale du château en ruines.